# Виттиг, Эдвард
Эдвард Виттиг (пол. Edward Wittig; 22 сентября 1879, Варшава, Царство Польское , Российская империя — 3 марта 1941, там же) — польский скульптор, педагог, профессор. Представитель неоклассицизма.

## Биография
В 1898—1900 учился в венской Академии изобразительных искусств, в 1900 — продолжил обучение в Национальной высшей школе изящных искусств в Париже. Одним из его друзей в этот период был Магнус Энкель.
Вернулся в 1909 в Польшу, позже поселился на Подолье.
Занимался преподавательской деятельностью. В 1914—1920 гг. — профессор Школы изящных искусств в Варшаве (ныне Академия изящных искусств (Варшава)) и столичной Политехники, в 1937—1939 — Академии искусств в Кракове.
В 1936 году был награждён «Золотыми академическими лаврами» Польской академии знаний за выдающийся вклад в польское искусство.
Умер в оккупированной немцами Варшаве в 1941 году. Похоронен на кладбище Старые Повонзки.

## Творчество
В ранний период своего творчества, создал ряд скульптур в духе символизма, находился под влиянием Огюста Родена и Аристида Майоля. С 1910 начал склоняться к так называемому новому классицизму, общеевропейской тенденцией, которая являлась ответом на роденизм в скульптуре. В 1915 году изложил своё творческое кредо в опубликованной работе «Чтения о скульптуре», в которой осудил ширящееся распространение в польском искусстве имитации под Родена и призвал следовать традициям.
Зрелым произведениям Э. Виттига свойственны пластическая обобщенность и мужественная простота форм.
Член общества польских художников модернистской ориентации «Штука» («Sztuka»; «Искусство») и группы «Ритм».
С 1900 участвовал в выставках общества поощрения изящного искусства в Варшаве и Кракове (с 1903), а также за рубежом. В 1920 и 1924 — участник Венецианского биеннале.

## Избранные работы
- «Сфинкс», 1904;
- «Идол», 1906;
- «Молодость», 1907;
- «Ева», мрамор, 1912—1920 (в Национальном музее в Варшаве);
- «Борьба», бронза, 1916 (в Национальном музее в Варшаве);
- памятник погибшим членам Польской военной организации, бронза, 1921, разрушен в 1940, восстановлен в 1999;
- памятник Лётчику в Варшаве, бронза, 1923—1932, разрушен в 1939—1944, восстановлен в 1967;
- памятник Ю. Словацкого в Варшаве, 1932, предназначался для Львова, открыт в 2002 и др.

В богатом творческом наследии мастера — надгробия, бюсты, портретные медальоны и др.